# 弗拉迪斯拉娃·烏拉佐娃
弗拉迪斯拉娃·谢尔盖耶芙娜·烏拉佐娃（俄语：Владислава Сергеевна Уразова，Vladislava Sergeyevna Urazova，2004年8月14日—），俄罗斯女子竞技体操运动员。2021年，她在2020年夏季奧林匹克運動會體操比賽代表俄羅斯奧林匹克委員會和队友們夺得女子团体金牌，也進入平衡木決賽，最終獲得第8名。